# Mamasın-Talsperre
Die Mamasın-Talsperre (türkisch Mamasın Barajı) befindet sich 10 km östlich der Provinzhauptstadt Aksaray in der gleichnamigen Provinz.
Die Mamasın-Talsperre wurde in den Jahren 1957–1962 fünf km östlich der Ortschaft Gücünkaya am Melendiz Çayı (Uluırmak) errichtet. Die Baukosten beliefen sich auf insgesamt 14.477.000 (alte) türkische Lira.
Die Talsperre dient der Bewässerung einer Fläche von 23.640 ha.
Das Absperrbauwerk ist ein 44,9 m hoher Steinschüttdamm.
Das Dammvolumen beträgt 401.000 m³.
Der Stausee bedeckt bei Normalstau eine Fläche von 9,95 km² und kann sich bis zu 16,2 km² bei Vollstau ausbreiten.
Der Speicherraum liegt bei 82,15 Mio. m³, bei Volllast sind es 165,8 m³.